# 笹原信一郎
笹原 信一郎（ささはら しんいちろう、1932年（昭和7年）7月26日 - 2022年（令和4年）3月14日）は、日本の銀行家。富士銀行取締役、荘内銀行頭取、鶴岡商工会議所会頭を務めた。

## 来歴・人物
鶴岡の名門である笹原家に生まれる。父の笹原儀三郎は、鶴岡南高校長等を歴任した。
東大法学部卒業後、富士銀行入行。同行時代は支店10年、大企業向けホールセール10年、本部企画業務に10年、それぞれ従事した。1986年（昭和61年）には、頭取在任14年となった玉城俊一が代表権のない会長に退いたため、招聘され荘銀頭取に就任した。
頭取在任時は、金融の自由化や国際化に対応した。一方で、庄内地方における農業経済の不振や、山形県内陸部との経済格差拡大に伴い、経営は苦戦を強いられた。普銀転換後の殖産銀行、山形しあわせ銀行の追い上げにより、預金、貸出は、両行を下回った。企業取引でも山形銀行に大きく先行され、預貸率が地元4行中最低となるなど、荘銀の経営が最も苦しい時代に舵取りを担った。
笹原は、この苦境を打開するため行員には意識改革を促したほか、ピーク時1000名を超えた正行員の800人台への圧縮、経費のカット、行員賞与の引き下げ、常勤役員の削減等の苛烈なリストラを断行した。この際には、行員の給与水準を維持出来なかったとして、プロパーの専務が辞任する事態が生じたほか、地元商工関係者からは「いざとなったら、戦前から密接な関係にある富士銀行が救ってくれるだろう」といった話が冗談めかしで語られるなど、経営に対する懸念も公然と囁かれ始めた。これら一連のリストラ策によって経営に曙光が見え始めてきた段階で、次代のトップを古巣である富士銀に求めることとし、1994年（平成6年）に筆頭常務の町田睿を副頭取として招聘した。翌年に町田は頭取に昇格し、笹原は代表取締役会長に勇退した。
1998年（平成10年）大倉商事の倒産により、荘銀は不良債権を抱え、戦後初めて赤字決算を計上したこと受け、相談役に退いた。
鶴岡商工会議所会頭、第5代鶴翔同窓会（鶴岡南高校同窓会）会長も務め、庄内出身である高山樗牛、大川周明、石原莞爾らの研究家としても著名であった。
2022年（令和4年）3月14日午後10時23分、老衰のため神奈川県川崎市の病院で死去。89歳。

## 略歴
- 宮城県仙台第二高等学校入学、山形県立鶴岡南高等学校編入学卒業。
- 1956年（昭和31年） - 東京大学法学部卒業後、富士銀行入行。
  - 以降、広報室長、新宿新都心支店長兼新宿新都心営業部長、仙台支店長等を歴任する。
- 1985年（昭和60年） - 取締役仙台支店長。
- 1986年（昭和61年） - 荘内銀行代表取締役頭取。
- 1995年（平成7年） - 同代表取締役会長。
- 1996年（平成8年） - 同取締役会長。
- 1997年（平成9年） - 鶴岡商工会議所会頭。
- 1998年（平成10年） - 荘内銀行相談役。
- 2001年（平成13年） - 荘内銀行相談役、鶴岡商工会議所会頭退任。
- 2022年（令和4年） - 川崎市の病院で死去、89歳。

## 親族
- 父：笹原儀三郎 - 教育者
- 義弟：風間眞一 - 実業家。風間家九代当主。